# Мулла

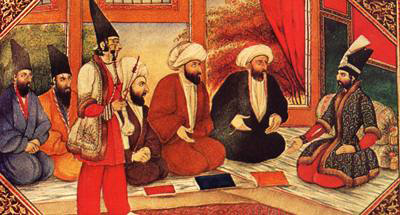
Мулли на прийомі у шаха Сафаві

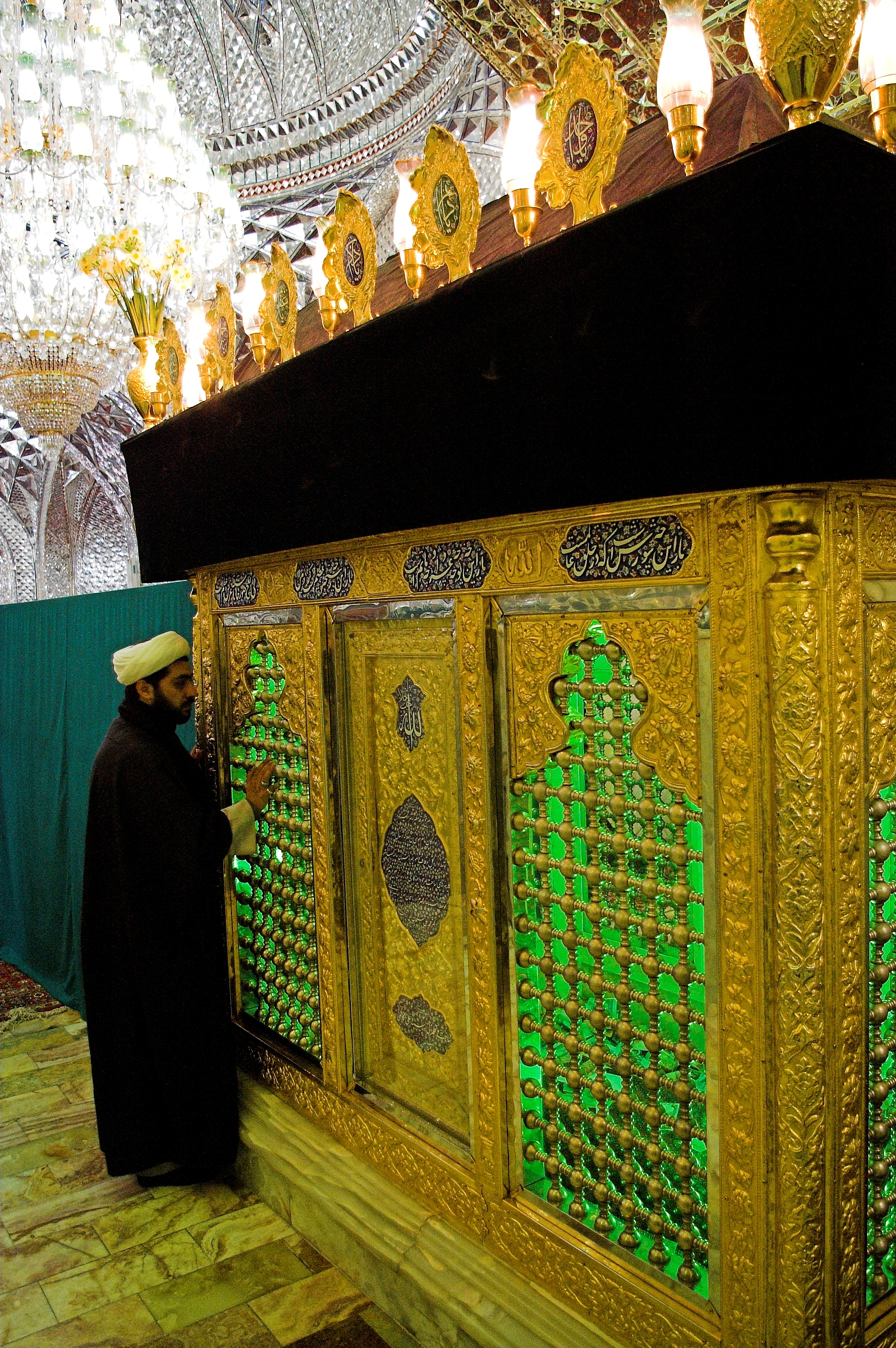
Мулла, що молиться в Імамзаде Саїда Гамзи, Тебриз.

Мулла́ (араб. المُلَّا‎‎, кириліз.: аль-муллаа — «пан», «повелитель», «володар», в іранських і тюркських мовах це слово має форми мелла, молло, молдо) — знавець Корану і мусульманського ритуалу, служитель культу; вчитель релігійної школи; грамотна, вчена людина. Зазвичай мулла обирається мусульманами з власного середовища.

В українській мові словом «мулла» зазвичай називають імама, настоятеля мечеті

У Середній Азії та на Кавказі цим словом називають людину, що виконує функції імама в мечеті. Мулла входить до складу мусульманського духовенства, та це нижчий чин, зазвичай той, що немає спеціальної богословської освіти. За висловом видатного українського сходознавця А. Кримського, мулла — це т. зв. «буденний імам», що не може промовляти хутбу (проповідь) у п'ятниці та свята, але керує молитвою у будні, а також здійснює ритуальні функції, читаючи молитву під час похоронів чи шлюбного обряду. Претендент на звання мулли повинен бути грамотним і знати напам'ять ті сури Корану, що вживаються під час ритуалів.<
На Кавказі у тюрків-сунітів існує звання «мулла-ефенді», а у шиїтів — «мулла-ахунд», що відповідає титулу «шейх аль-іслам».
У Російській імперії мулла був фактично прирівняний до священника, статус мулли визначався державними постановами, а діяльність контролювалась чиновниками; мулла призначався спеціальним указом, зазвичай він закріплювався за конкретною мечеттю.
У староукраїнських текстах татарського мулу називали абиз.